# Михајло Ђурђевић
Михајло Ђурђевић (Тишина, Босански Шамац, 22. март 1941 – Београд, 23. фебруар 2003) био је пензионисани пуковник Војске Републике Српске. Био је први командант 2. посавске пјешадијске бригаде, из састава Источнобосанског корпуса Војске Републике Српске.

## Биографија
Завршио је осмогодишњу школу (1952) и Школу ученика у привреди (1957), дрвноиндустријски смјер, у Босанском Шамцу, Инжењеријску подофицирску школу (1960) у Карловцу, Војну академију копнене војске (1967), смјер инжењерија, у Карловцу и Београду, Командно-штабну академију копнене војске (1978) у Београду. У Југословенској народној армији унапријеђен је пријевремено (1975) у чин капетана 1 класе. Службовао је у гарнизонима Загреб, Београд, Илирска Бистрица, Прокупље и Ниш. Службу у Југословенској народној армији завршио је у чину пуковника, на дужности начелника Одсјека за развој и планирање наоружања и војне опреме у Управи инжењерије у Генералштабу ЈНА у гарнизону Београд. У Војску Републике Српске ступио је 12. маја 1992. Био је командант и начелник инжењерије у 1. посавској пјешадијској бригади и командант 2. посавске пјешадијске бригаде, све у саставу Источнобосанског корпуса Војске Републике Српске. Од 20. новембра 1993. до престанка службе обављао је дужност начелника инжењерије у Управи родова у Генералштабу Војске Републике Српске. Иако је, на лични захтјев, пензионисан 22. децембра 1993, остао је у Војсци Републике Српске до 30. новембра 1994.

## Одликовања
Током службовања у Југословенској народној армији одликован је:
- Орденом за војне заслуге са сребреним мачевима,
- Орденом народне армије са сребреном звијездом,
- Орденом за војне заслуге са златним мачевима и
- Орденом рада са златним вијенцем.[1]